# Régiment d'Artois dragons
Pour les articles homonymes, voir régiment d'Artois.
Le régiment d’Artois dragons est un régiment de cavalerie français d'Ancien Régime créé en 1675 sous le nom de régiment de La Bretesche dragons devenu sous la Révolution le 12e régiment de dragons.

## Création et différentes dénominations
- 5 février 1675 : création du régiment de La Bretesche dragons
- 19 février 1682 : renommé régiment de Chevilly dragons
- 6 septembre 1688 : renommé régiment de Caylus dragons
- 8 avril 1696 : renommé régiment de Lautrec dragons
- 1720 : renommé régiment de Rochepierre dragons
- 6 septembre 1728 : renommé régiment d’Harcourt dragons
- mai 1758 : renommé régiment de Flamarens dragons
- 1er décembre 1762 : renommé régiment de Coigny dragons
- 27 novembre 1765 : renommé régiment de Thianges dragons
- 20 mai 1774 : renommé régiment d’Artois dragons
- 1er janvier 1791 : renommé 12e régiment de dragons

## Équipement

### Guidons
6 guidons de « ſoye rouge, Soleil au milieu brodé en or, & frangez d’or ».

### Habillement

Uniformes
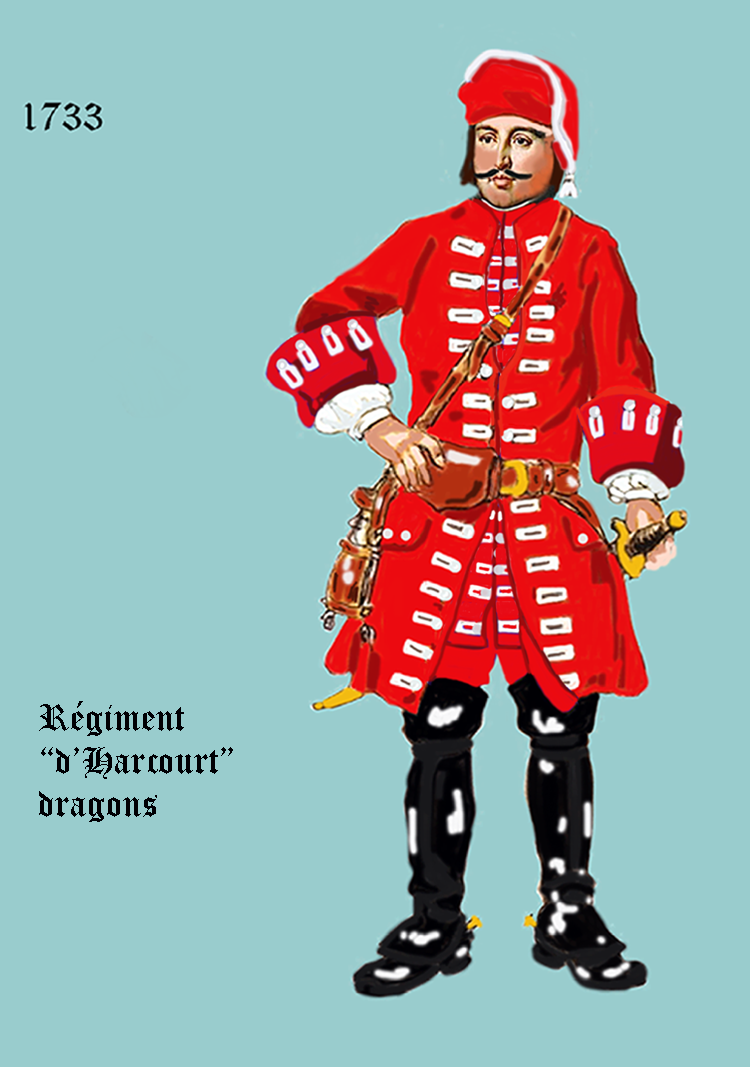
régiment d*Harcourt dragons de 1728 à 1750
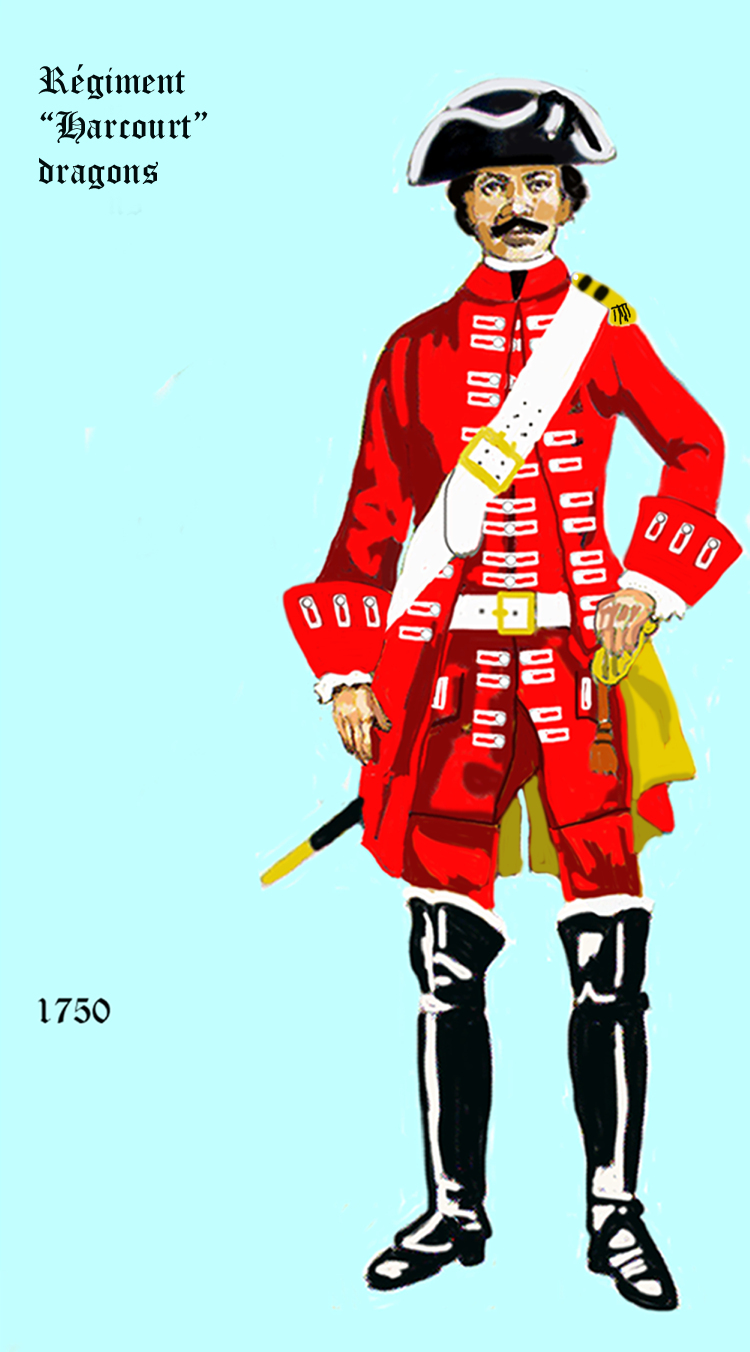
régiment d*Harcourt dragons de 1750 à 1758
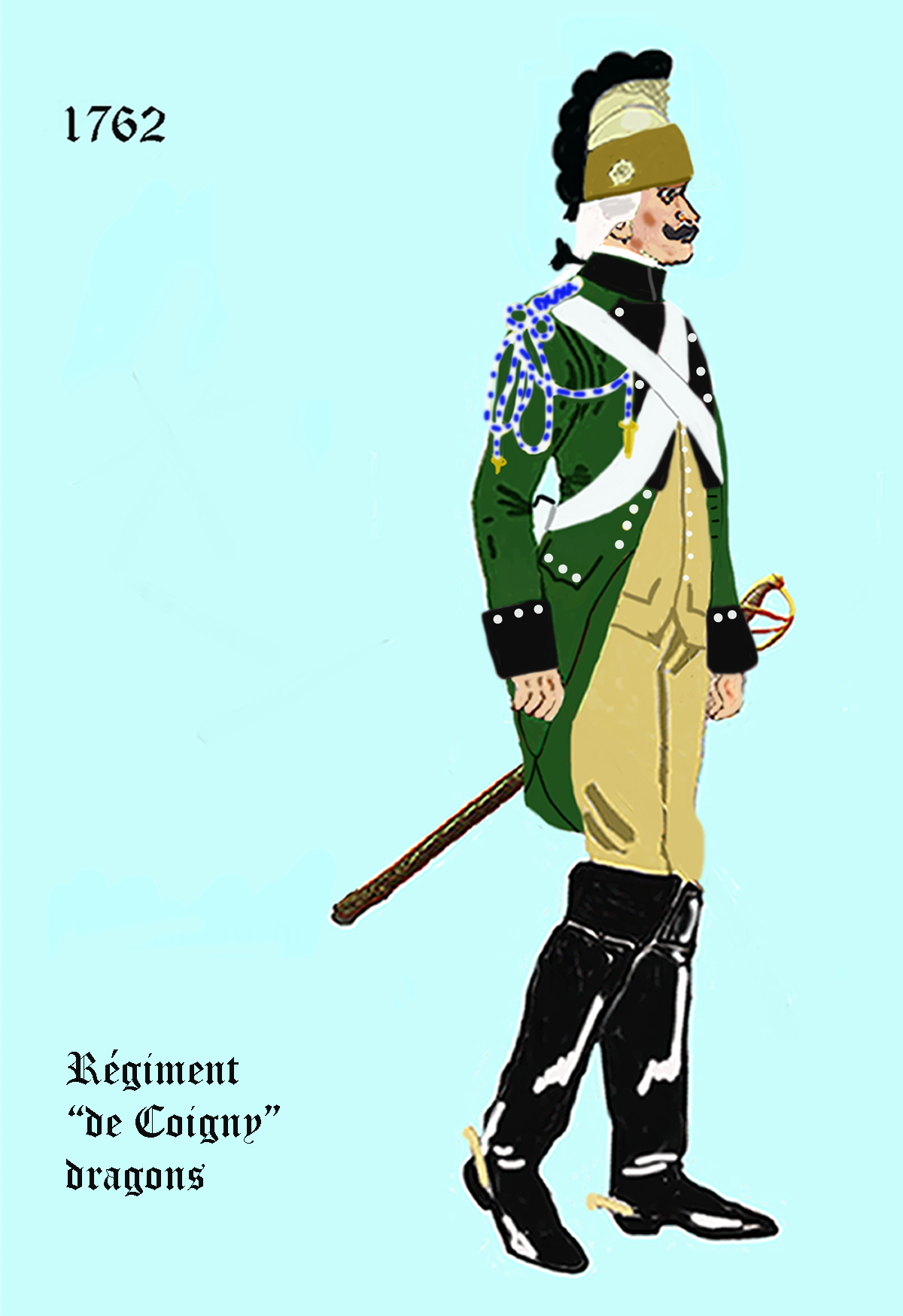
régiment de Coigny dragons de 1762 à 1763

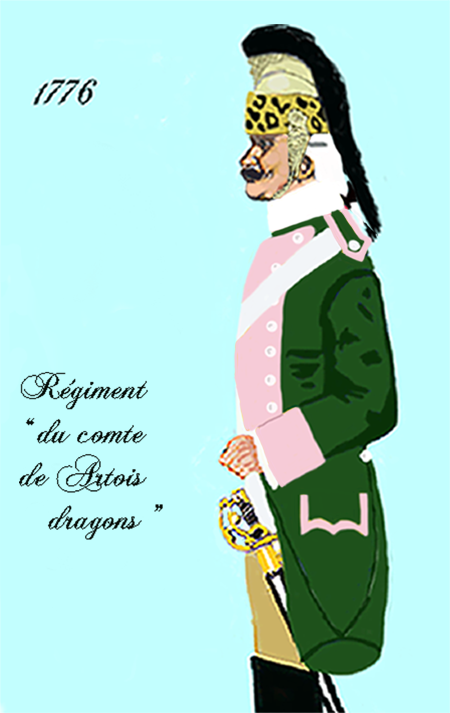
régiment d’Artois dragons de 1776 à 1779
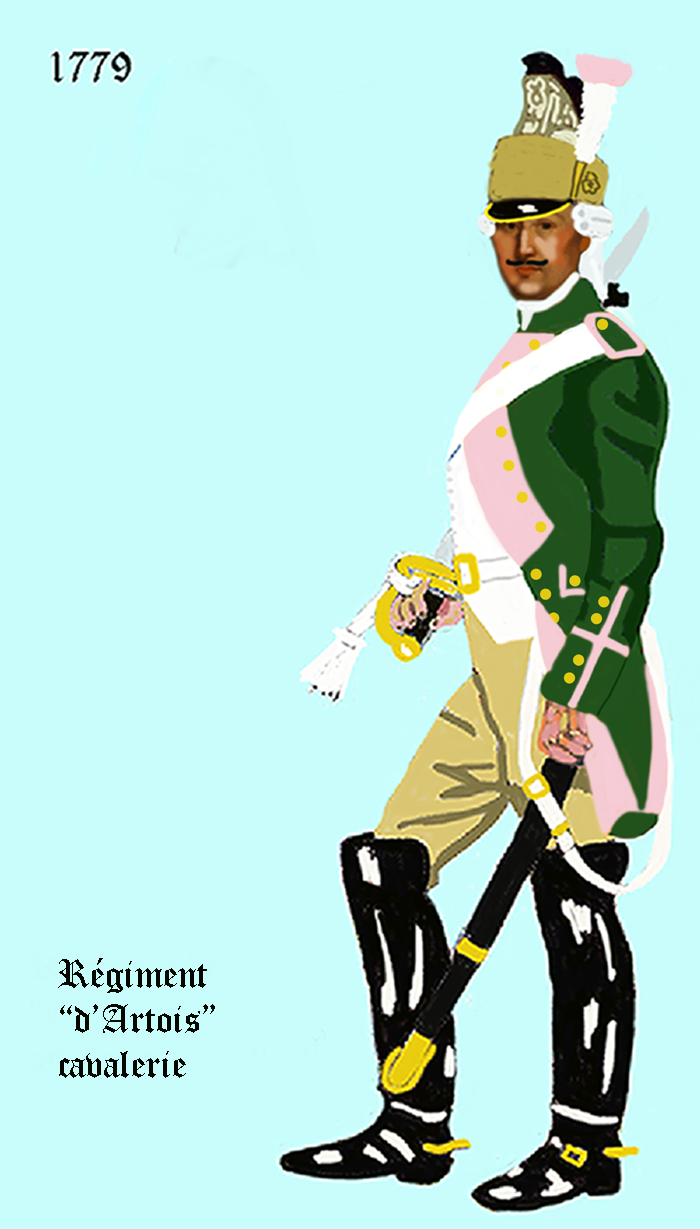
régiment d’Artois dragons de 1779 à 1786
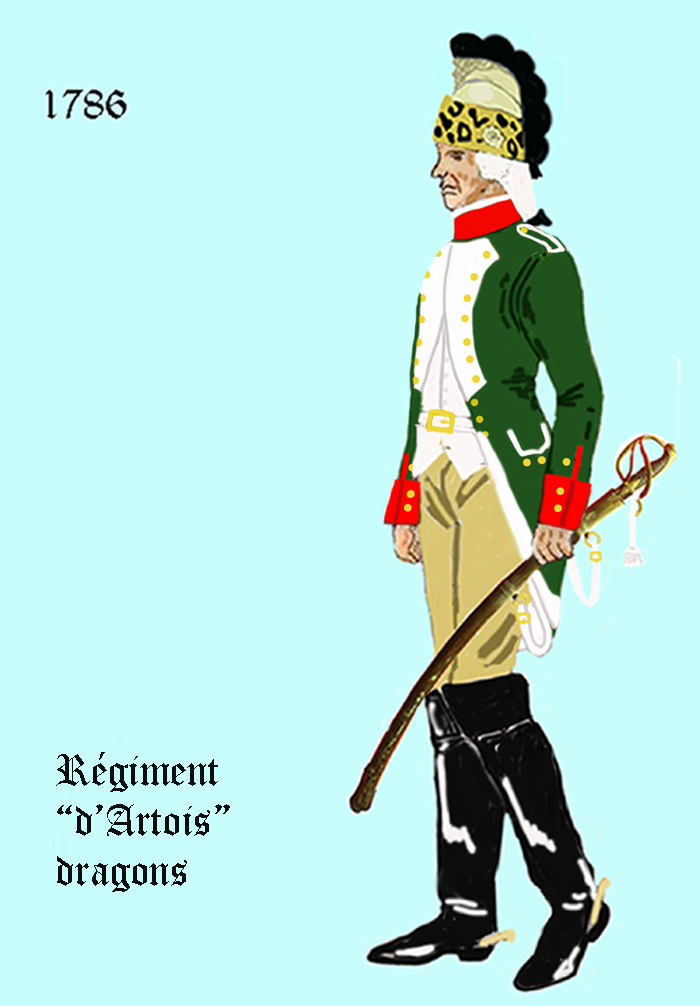
régiment d’Artois dragons de 1786 à 1791
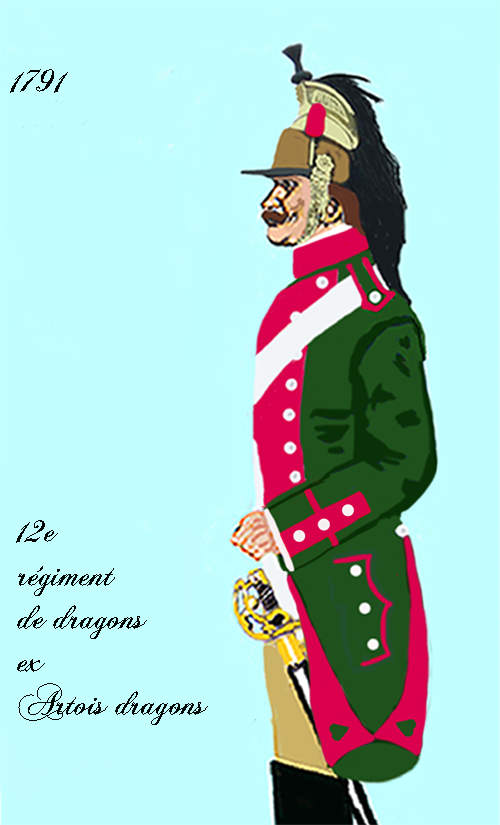
12e régiment de dragons à partir de 1791

## Historique

### Colonels et mestres de camp

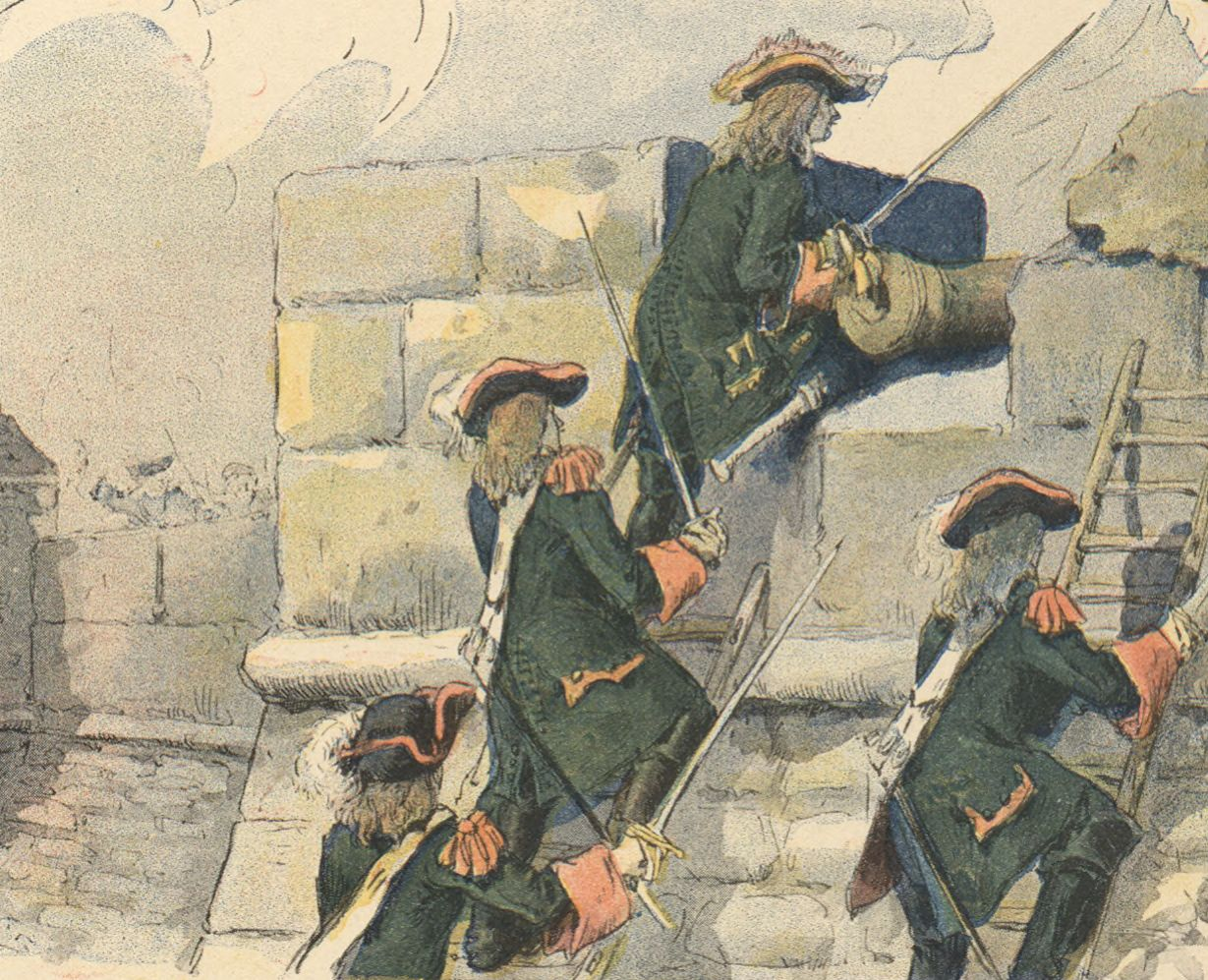
Le colonel lors de la prise de Lew, Guerre de Hollande en 1678.

- 5 février 1675 : Esprit de Joussaume, marquis de La Bretesche, né en 1638, brigadier le 30 mars 1683, maréchal de camp le 24 août 1688, lieutenant général des armées du roi le 30 mars 1693, † 27 juillet 1706
- 19 février 1682 : Claude Hatte de Chevilly
- 6 septembre 1688 : Jean Anne de Tubières de Grimoard, marquis de Caylus, brigadier le 30 mars 1693, maréchal de camp le 28 septembre 1694, lieutenant général le 23 décembre 1702, † novembre 1704
- 8 avril 1696 : N. de Foix, comte de Lautrec
- 8 mars 1705 : N. de Foix d’Ambres, chevalier de Lautrec
- 1720 : N., chevalier de Rochepierre
- 6 septembre 1728 : Louis Claude, comte d’Harcourt
- 7 juin 1743 : François Henri d’Harcourt, comte de Lillebonne
- mai 1748 : Anne François d’Harcourt, chevalier puis marquis de Beuvron, maréchal de camp le 20 février 1761
- mai 1758 : Emmanuel François de Grossoles, chevalier de Flamarens
- 1er décembre 1762 : Gabriel Augustin de Franquetot, comte de Coigny
- 27 novembre 1765 : Jean-Pierre de Damas d'Anlezy, marquis de Thianges, maréchal de camp en 1780.
- 20 mai 1774 : Jean-François de Pérusse, chevalier d’Escars
- 10 mars 1788 : François de Pérusse, comte d’Escars
- 25 juillet 1791 : Charles Michel Gautier de Launai de Vallerie
- 24 octobre 1791 : Pierre de La Lande, baron de Hinx
- 5 février 1792 : Louis Henri de Beffroy
- 26 octobre 1792 : Raymond Gaspard Bonardy de Saint-Sulpice
- 25 septembre 1793 : Jacques Vivien
- 29 septembre 1793 : N. de Cerfontaine
- 1er octobre 1793 : Joseph Samuel Raison
- 10 avril 1794 : Jean-Baptiste Fiquet
- 13 juin 1794 : Joseph Pagès
- 13 janvier 1806 : François Girault
- 14 août 1809 : Jean Gabriel Marie Merlhes
- 9 août 1812 : Alexis Bessard-Graugniard
- 19 avril 1815 : Joachim Irénée François Bureaux de Pury

### Campagnes et batailles
- 29 juin 1734 : bataille de San Pietro

Le 12e régiment de dragons a fait les campagnes de 1792 à 1794 à l’armée du Nord. Campagnes des ans IV et V à l’armée de Sambre-et-Meuse ; an VI aux armées de l’Ouest et de Mayence ; an VII aux armées de Mayence et d’Italie ; ans VIII et IX à l’armée d’Italie. Faits d’armes : passage de la Lahnn, le 10 juillet 1796 ; combats de Beuren et de Kirchberg, les 2 et 5 juin 1800.

Il a fait les campagnes des ans XIII et XIV au 2e corps de réserve de cavalerie de la Grande Armée ; 1806 et 1807 au 4e corps, puis à la division de réserve de cavalerie ; de 1808 à 1812 à l’armée d’Espagne ; 1813 à l’armée d’Espagne au 11e corps de la Grande Armée ; 1814 au 6e corps de cavalerie et garnison de Dantzig ; 1815 à la 6e division de réserve de cavalerie.
Après son licenciement le 11 décembre 1815, son  dépôt a servi de fond à la formation du 10e régiment de dragons, dit de la Seine.

### Quartiers
- Valenciennes et Condé[1]

## Mémoire et traditions

### Personnalités ayant servi au régiment
- Daniel François de Voisins d’Ambres, vicomte de Lautrec, capitaine au régiment de Lautrec-dragons le 11 octobre 1705, maréchal de France le 24 février 1757